# 361. strelska divizija (ZSSR)
361. strelska divizija (izvirno rusko 361. стрелковая дивизия; kratica 361. SD) je bila strelska divizija Rdeče armade v času druge svetovne vojne.

## Zgodovina
Divizija je bila ustanovljena oktobra 1941 v Ufi. Marca 1942 je bila preimenovana v 21. gardno strelsko divizijo. Pozneje je bila ponovno ustanovljena.